# Travis Burns
Travis Robert Burns es un actor australiano conocido por haber interpretado a Tyler Brennan en la serie Neighbours.

## Biografía
Travis comenzó a salir con la actriz Emma Lane, a finales de marzo del 2016 anunciaron que se habían comprometido y el 16 de diciembre de 2017 la pareja se casó.

## Carrera
En el 2013 apareció en la serie SAF3 interpretando a Chase Robertson. 
El 6 de febrero de 2015 se unió al elenco principal de la popular serie australiana Neighbours donde interpretó a Tyler Brennan, el medio hermano menor de Mark Brennan (Scott McGregor), hasta el 27 de febrero de 2018 después de que su personaje fuera arrestado y trasladado a la prisión de Adelaide. Travis regresó a la serie el 16 de octubre de 2018 después de que su personaje saliera de prisión y su última aparición fue el 24 de octubre del mismo año, luego de que decidiera mudarse a Adelaide para iniciar de nuevo. Regresó nuevamente a la serie y su última aparición fue el 3 de abril del 2019.

## Filmografía

### Series de televisión
| Año               | Título     | Personaje       | Notas         |
| ----------------- | ---------- | --------------- | ------------- |
| 2015 - 2018, 2019 | Neighbours | Tyler Brennan   | 769 episodios |
| 2013              | SAF3       | Chase Robertson | 8 episodios   |